# Böttingerhaus

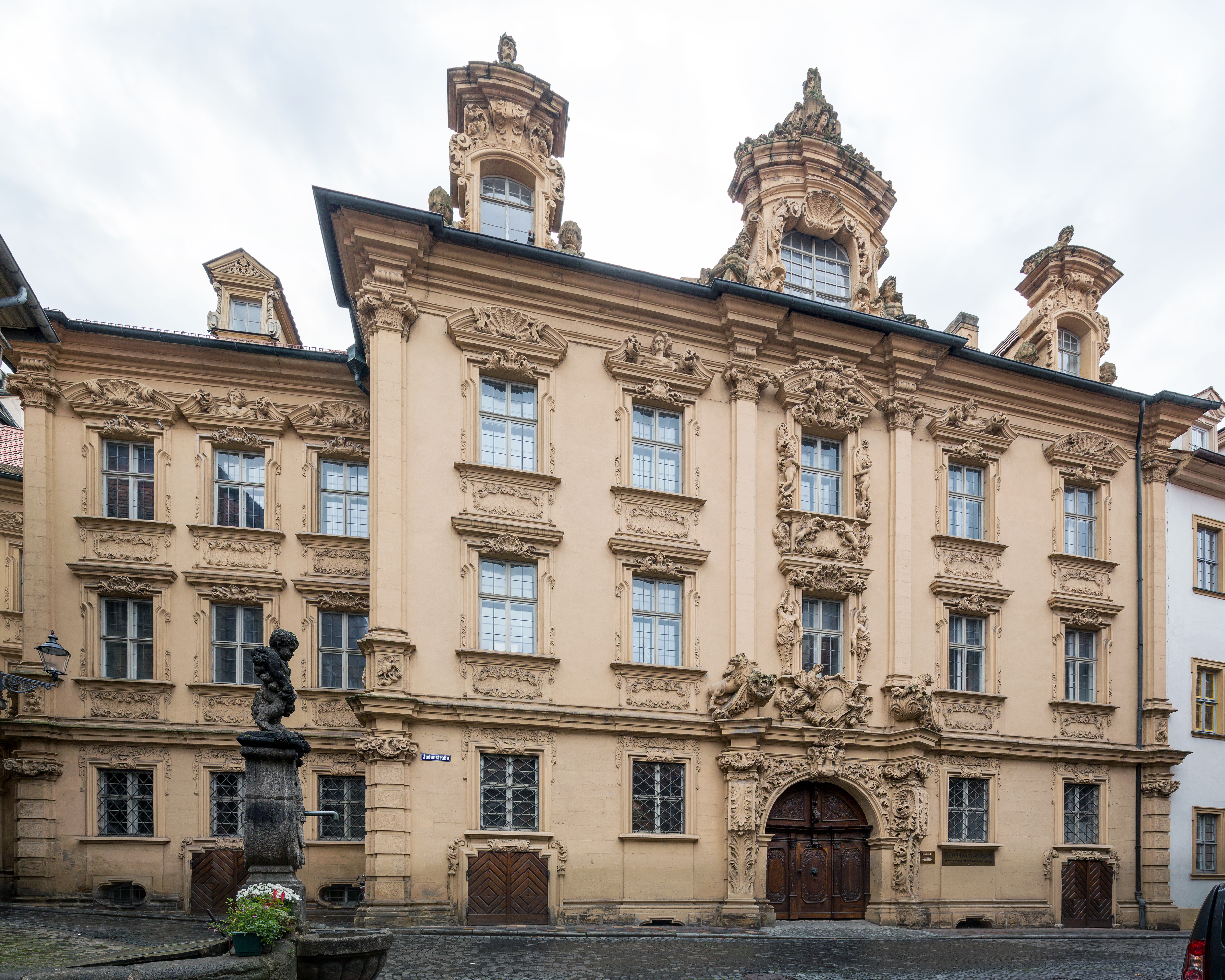
Böttingerhaus von Nordosten, Oktober 2013

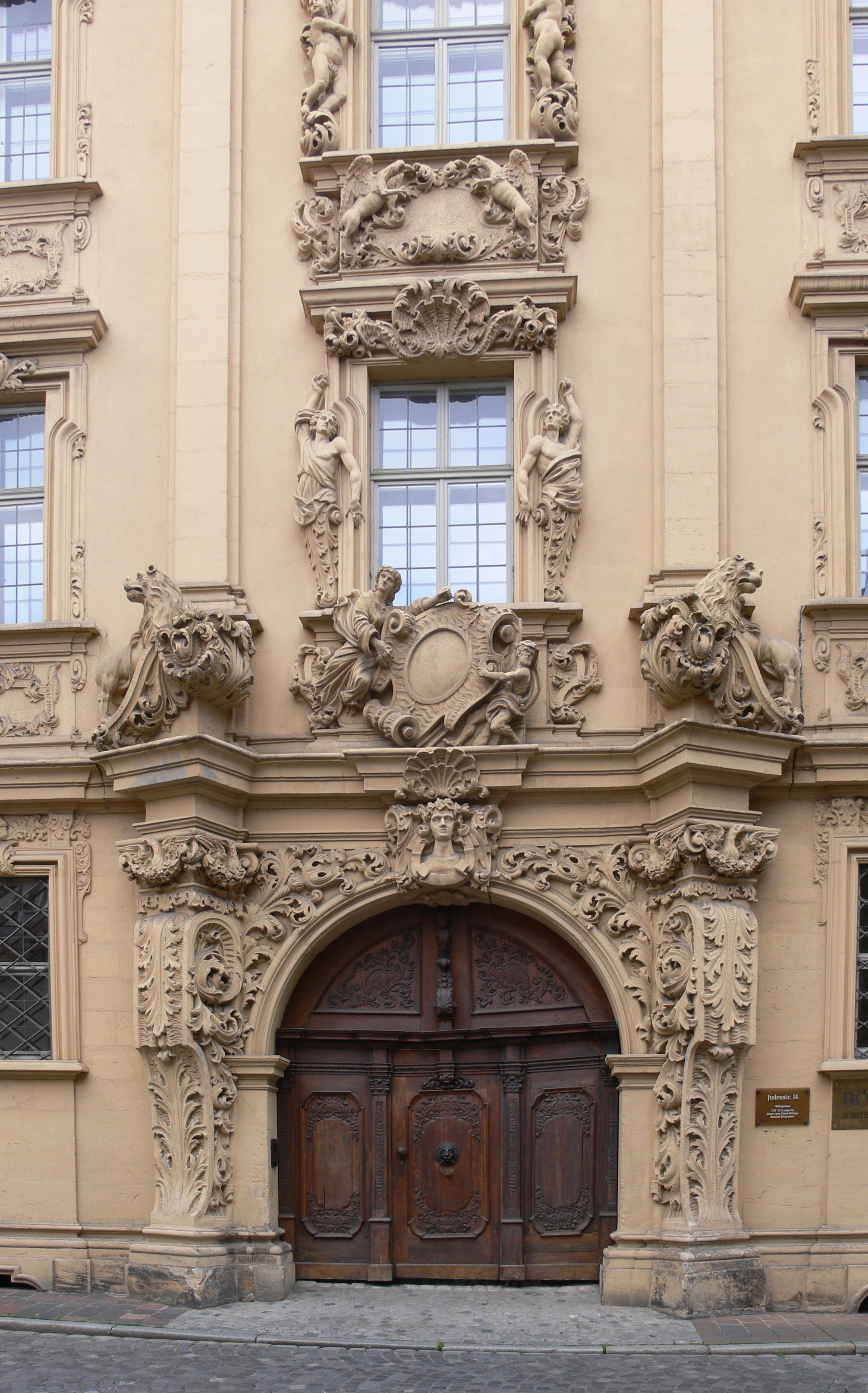
Portal an der Judenstraße, September 2008

Das Böttingerhaus, zeitweilig auch Prellshaus genannt, ist ein an der Judenstraße der Bergstadt von Bamberg gelegenes Stadtpalais. Es zählt zu den bedeutendsten bürgerlichen Bauwerken des Barock in Süddeutschland.

## Geschichte
Das Gebäude wurde von dem Geheimen Hofrat und Kreisdirektorialgesandten Johann Ignaz Michael Tobias Böttinger in Auftrag gegeben und 1707–13 erbaut. Das nach dem Vorbild italienischer Palazzi gestaltete Gebäude zeigte den Zeitgenossen auf eindrucksvolle Weise den Wohlstand des aus bürgerlichen Verhältnissen stammenden Bauherrn und kann als klassisches Beispiel für den Aufstieg dieser Bevölkerungsschicht im 18. Jahrhundert dienen.
Zu den Besitzungen und Bauten Böttingers zählen neben dem Böttingerhaus die Villa Concordia (Böttingerhaus 2) in Bamberg, sein Besitztum am Milchweg, das Böttingersche Landhaus in Stegaurach und das Schlösschen in Kolmsdorf.
Der Entwurfsverfasser des Stadtpalais ist nicht schriftlich überliefert, weswegen nur stilkritisch auf damals in der Stadt und ihrer Nähe tätige Architekten geschlossen werden kann. Während Teile der Literatur in Maximilian von Welsch den Architekten sehen, tendieren jüngere Forschungen zu dem bisher eher unbekannten Johann Ammon.
Die Fassade musste aufwändig in die beengten Verhältnisse des Stadtgrundrisses eingepasst werden, was für den Architekten eine besondere Herausforderung darstellte. So ist die insgesamt elfachsige Fassade in ein Hauptgebäude von fünf und zwei Nebengebäude von je drei Achsen zerlegt. Letztere springen jeweils nach Südosten, grob der Krümmung der Straße Unterer Stephansberg folgend, deutlich zurück.
Neben der vertikalen Gliederung der Fassade aus topographischen Gründen musste auch die Dekoration an die beengten Platzverhältnisse mit wenig natürlichem Licht angepasst werden. Während klassischerweise die Dekoration in der Beletage, also meist dem ersten Obergeschoss, am reichsten ausfällt, und dann mit jedem darüber liegenden Stockwerk abnimmt, nimmt sie im Fall des Böttingerhauses mit jedem Stockwerk und sogar noch in den überreichen Aufbauten der Dachgauben graduell zu.
Auch das Innere des Hauses zeichnet sich durch ein imposantes Treppenhaus, aufwändig ausgestattete Räume und einen ausgeschmückten Hof aus. Die reichen Stuckdekorationen schuf der im Bamberg dieser Zeit vielfach tätige Johann Jakob Vogel, die Malereien stammen von Johann Georg Bogner und Johann Jakob Gebhard. Eine Besonderheit des Gebäudes ist die Verbindung mit dem Garten, dessen Terrassen von jeder Etage des hinteren Flügels aus betreten werden können.
1955 kaufte Götz Freiherr von Pölnitz das Haus und sanierte es. Weitere Besitzer kamen: „Der Hamburger Architekt Jost Schramm erwarb das Böttingerhaus nach 1975 und machte sich verdient durch Renovierungsarbeiten“ und eine „durchgreifende Restaurierung“, die im Herbst 1982 abgeschlossen wurde. In diesem Zusammenhang wurde auch eine alte Glasgalerie durch einen Zweckbau ersetzt, der „störende Stützpfeiler“ im Hof entbehrlich machte. Heutiger Eigentümer des Böttingerhauses ist der Bamberger Galerist und Kunsthändler Richard H. Mayer. Böttingers Palais beherbergt seit 1992 Galerien für alte und zeitgenössische Kunst.

## Sonstiges
Das Böttingerhaus ist das Geburtshaus des Verlegers und Journalisten August Prell.